# Kinästhetik
Die Kinästhetik, die Lehre von der Bewegungsempfindung, ist den praxisbezogenen Erfahrungswissenschaften zuzurechnen. Seit ihrer Entstehung in den frühen 1970er Jahren an der University of Wisconsin–Madison fand die Kinästhetik vor allem in der Gesundheits- und Krankenpflege Verbreitung. Dafür stellt sie u. a. eine Systematik (siehe Konzeptsystem) zur Verfügung, um Bewegungsressourcen zu beschreiben und adäquate Bewegungsangebote (vgl. Bewegungslernen) zu gestalten. Erkenntnisse der Medizin, Psychophysik, Verhaltenskybernetik und Neurowissenschaften bilden den wissenschaftlichen Bezugsrahmen dieses Interaktions- und Lernsystems, in dem die Wahrnehmung der eigenen Bewegung als zentraler Weg zur ganzheitlichen Gesundheitsförderung betrachtet wird.:2 Die Ursprünge der konzeptionellen Entwicklung der Kinästhetik gehen auf die US-Amerikaner Frank White Hatch und Linda Sue („Lenny“) Maietta (1950–2018) zurück.

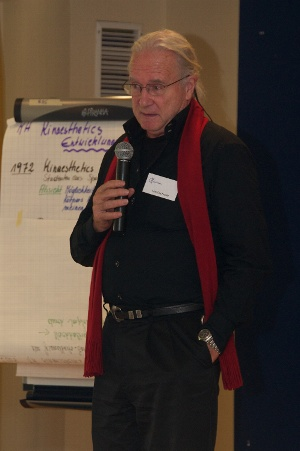
Frank White Hatch (2011)

## Etymologie und Definition
Der englische Terminus Kinaesthetics und seine deutsche Übersetzung Kinästhetik wurden Anfang der 1970er Jahre vom US-amerikanischen Verhaltenskybernetiker Frank White Hatch geprägt und bezeichnen die „Lehre von der Kinästhesie“, wobei Kinästhesie (engl. kinaesthesis, kinæsthesis, kinesthesis, kinesthesia) ‚Bewegungsempfindung‘ bedeutet und als „Fähigkeit, Bewegungen der Körperteile unbewusst zu kontrollieren und zu steuern“ definiert ist. Die Wortschöpfung kinaesthesis – eine Kombination der beiden altgriechischen Wörter κινέω (kineō = ‚bewegen‘, ‚sich bewegen‘) und αἴσθησις (aisthēsis = ‚Wahrnehmung‘, ‚Erfahrung‘) – geht zurück auf den britischen Neurologen Henry Charlton Bastian, der um 1880 anregte, damit den Bewegungssinn (Sense of Movement → Kinaesthesis) und ein für die Verarbeitung von Bewegungsempfindungen zuständiges Gehirnareal (Sense of Movement Centre → Kinaesthetic Centre) zu bezeichnen.

„Kinästhetik ist das Studium der Bewegung und der Wahrnehmung, die wiederum aus der Bewegung entsteht – sie ist die Lehre von der Bewegungsempfindung.“

## Begriffsverwendung und Abgrenzung
In der Kinästhetik – wie auch in der Psychologie, Pädagogik und Pflegewissenschaft – werden Bezeichnungen wie kinästhetische Wahrnehmung, kinästhetischer Sinn oder kinästhetisches Sinnessystem meist als Synonyme für die Propriozeption bzw. Tiefensensibilität, also als Sammelbegriffe für Lage-, Kraft- und Bewegungssinn, verwendet. In der Sinnesphysiologie wird der Begriff Kinästhesie benutzt, um lediglich den Bewegungssinn zu bezeichnen. In der Fachliteratur wird auch auf die Bedeutung der vestibulären Wahrnehmung für die Tiefensensibilität hingewiesen. Die Kinästhesie basiert auf Rezeptoren des Stütz- und Bewegungsapparates in Gelenken, Muskeln (Muskelspindeln) und Sehnen (Golgi-Sehnenorgane) und läuft zu großen Teilen unbewusst ab.

Sinnesorgane der Kinästhesie:
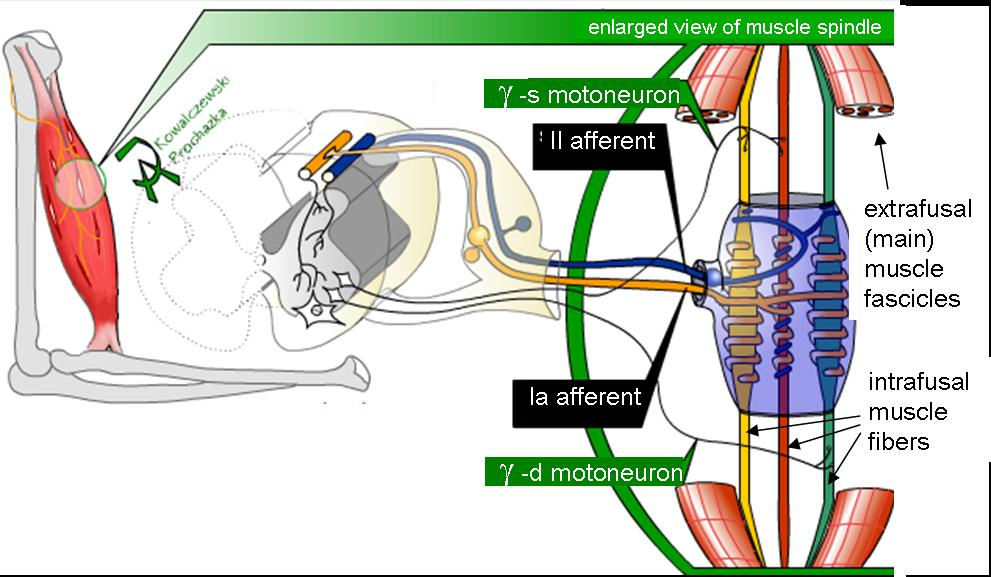
Muskelspindel
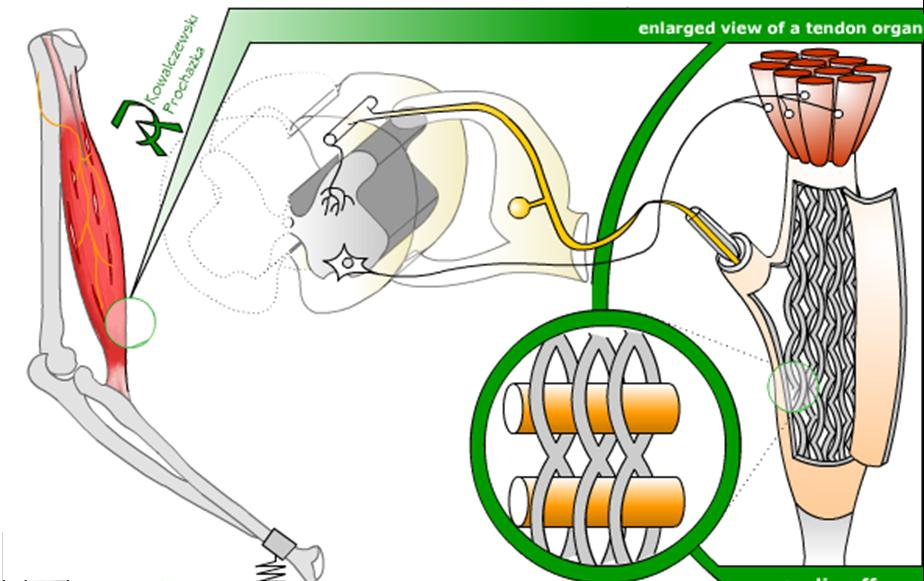
Golgi-Sehnenorgan

Kinästhetik bzw. Kinaesthetics bezeichnet hingegen die Vermittlung und/oder Anwendung der Fähigkeit, durch erhöhte Achtsamkeit eine bewusstere Bewegungsempfindung zu erreichen und Informationen des kinästhetischen Sinnessystems über die Rezeptoren des Stütz- und Bewegungsapparates gezielt für effektive Bewegungsgestaltung und -anpassung einzusetzen. Die Propriorezeptoren des Muskuloskelettalen Systems werden als Erfolgsorgan für effektive Bewegungsausführung genutzt.
Abzugrenzen ist der Begriff Kinästhetik von der angewandten Kinesiologie. Letztere ist ein alternativmedizinisches Diagnose- und Behandlungskonzept, das von anderen Personen unter anderen Grundannahmen entwickelt wurde und das muskuläre Reaktionen für ganzheitliche Diagnostik (vgl. kinesiologischer Muskeltest) zu nutzen versucht.

## Entwicklungsgeschichte der Kinästhetik

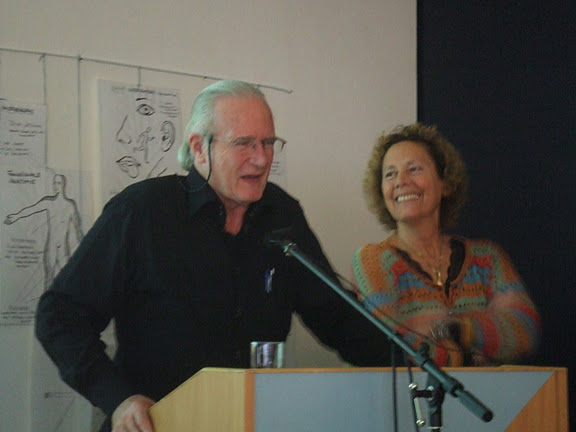
Die Kinästhetik-Begründer Lenny Maietta und Frank Hatch 2011 bei einer Veranstaltung in Wien

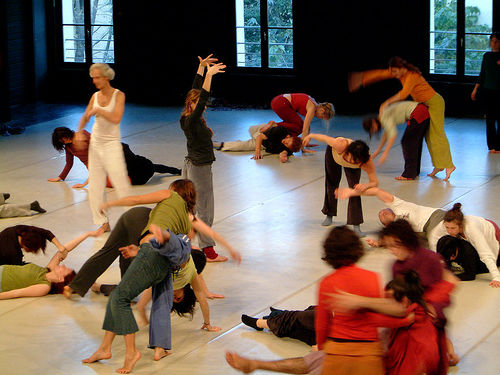
Praktischen Ausdruck finden die Prinzipien der Kinästhetik auch in diversen Tanzpraktiken, wie hier der Contact Improvisation

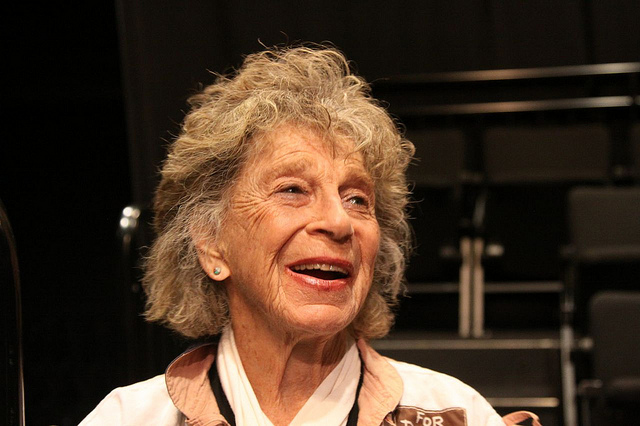
Anna Halprin

Die Ursprünge der konzeptionellen Entwicklung der Kinästhetik gehen auf die US-Amerikaner Frank White Hatch und Linda Sue („Lenny“) Maietta zurück. Neben der Verhaltenskybernetik und dem Tanz werden von den Begründern auch die Bewegungstherapie und die humanistische Psychologie als wesentliche Quellen der Kinästhetik genannt.:197 Im Herbst 1980 organisierten Maietta und Hatch die First International Humanistic Psychology conference in Saragossa. Die Begründer standen in Dialog und Austausch mit Moshé Feldenkrais, Gregory Bateson, Berta und Karel Bobath, Liliane Juchli sowie Nancy Roper.
Frank Hatch arbeitete als Tänzer, Choreograph und Produzent, betrieb Forschung über die Ethnologie des Tanzes und studierte Verhaltenskybernetik bei Karl U. Smith. :190 Nachdem er 1967–1970 Assistant Professor am Dance Department in Madison/Stevenspoint gewesen war, promovierte er 1973 bei Karl U. Smith mit einer verhaltenskybernetischen Untersuchung von Tanz und Tanzkultur. Hatch begründete an drei amerikanischen Universitäten Programme für Bewegung und Tanz.:190 1974 hielt er an der California State University Fullerton erstmals Kurse, die den Titel Kinaesthetics trugen. Hatch wandte sich in Folge der Arbeit mit behinderten Kindern sowie dem Gebiet der Rehabilitation zu.
Lenny Maietta war klinische Psychologin und hatte sich seit ihrer Jugend mit körperorientierten Prozessen der menschlichen Entwicklung und persönlichen Entfaltung befasst.:191 Sie studierte ebenfalls Verhaltenskybernetik bei Karl U. Smith und promovierte 1986 mit einer Dissertation zum Thema The Effects of Handling Training on Parent-Infant Interaction and Infant Development. Seit 1977 arbeiteten Frank Hatch und seine spätere Ehefrau Lenny Maietta im deutschen Sprachraum zusammen.
Hatch hatte bereits als Jugendlicher an Tanzklassen und Workshops der Tänzerin und Choreographin Anna Halprin teilgenommen und dort erste Anregungen erhalten, die später für die Konzeption der Kinästhetik wichtig wurden. Halprins Überzeugung, dass man jegliches Bewegen auch als Tanz auffassen könne, spielte dabei eine große Rolle. Gemeinsam mit dem Tänzer John Graham, der mit Halprin zusammengearbeitet hatte, hielten Maietta & Hatch Gentle-Dance-Workshops ab. In der Ernest-Holmes-Fachklinik in Kempten im Allgäu wurden zwischen 1976 und 1977 Gentle-Dance- und Kinästhetik-Seminare erstmals auch als Therapieangebot genutzt.
In diese Zeit fällt auch die Zusammenarbeit mit Moshé Feldenkrais, der 1977 Hatchs Einladung angenommen hatte und in Kempten mehrere Workshops hielt. Hatch und Feldenkrais kannten sich bereits aus den USA, wo sie u. a. immer wieder angeregt über Kybernetik diskutiert hatten. Feldenkrais unterstützte als Mentor Lenny Maiettas Dissertationsprojekt und lud sie für mehrere Wochen nach Amherst/Massachusetts ein, wo sie seinem Unterricht beiwohnte. Der Austausch zwischen Feldenkrais und den Kinaesthetics-Begründern war wechselseitig und nachhaltig. Er verdeutlichte auch bestehende Unterschiede und bestärkte Maietta und Hatch im Entschluss, ein Lern- und Kommunikationssystem für Bewegung zu entwickeln, das – durch Bewegung – auch die grundlegenden Prinzipien von Bewegung vermittelt. Feldenkrais ermutigte die beiden, ihre Arbeit in diese Richtung fortzusetzen.
Ende der 1970er Jahre stand Frank Hatch in einem schriftlichen Gedankenaustausch mit Gregory Bateson, dessen Bücher für ihn seit seiner Studienzeit von fundamentaler Bedeutung gewesen waren, da sie ihm halfen Annahme und Wissen – u. a. in Bezug auf Bewegung – zu sortieren: „Unsere Annahmen bestimmen unser Tun“, ist bis heute ein geflügeltes Wort in der Kinästhetik, das auf diese Problematik verweist. Bateson bestätigte im Zuge dieser Korrespondenz, dass die sich wiederholenden Gesetzmäßigkeiten der funktionalen Anatomie, die Maietta und Hatch erkannt und beschrieben hatten, ein sogenanntes Muster, das verbindet bilden.
1980 begannen Maietta und Hatch mit der Entwicklung des Touch-in-Parenting-Programms, des späteren Kinaesthetics Infant Handling.:191 Die Zusammenarbeit mit der diplomierten Krankenschwester Suzanne Schmidt-Bernard, die 1981–1984 eine Kinästhetik-Ausbildung bei den Begründern absolviert hatte, führte schließlich zur Verbindung der Kinästhetik mit der Krankenpflege und bildete die Grundlage für das berufsspezifische Programm Kinästhetik in der Krankenpflege. 1983 wurde im Krankenhaus Neumünster, Zollikerberg (Schweiz), der erste Kurs für Kinästhetik in der Pflege abgehalten.

„Viele engagierte TeilnehmerInnen unserer Kinästhetik-Kurse haben uns durch spezifische Fragen und Ideen Anregungen zum Thema gegeben. Der aktuelle Entwicklungsstand des Programms ‚Kinästhetik in der Krankenpflege‘ wurde durch praktische Erfahrungen und Vorschläge von Pflegenden in Europa und den USA bereichert. Damit war es uns möglich, die Erkenntnisse, die wir […] allen Pflegenden zugänglich machen möchten, praxisnah auf den aktuellsten Stand zu bringen.“

Die weitere Entwicklungsgeschichte der Kinästhetik bis hin zu den heutigen curricularen Bildungsinhalten fand in wechselnden organisatorischen Strukturen statt und kann in vier Abschnitte unterteilt werden:
- 1980–1990: Bewegungserfahrung und Tanz. 1980 wurde in Zürich der Verein für Kinästhetik gegründet. Bis 1985 wurden Gentle-Dance- und Kinästhetik-Kurse organisiert, die sich an ein breites Publikum wandten. In der ersten Phase der damaligen Gentle-Dance- Trainings standen Bewegungserfahrung und Tanz im Vordergrund. Als Diskussionsforum diente das vom Verein für Kinästhetik herausgegebene Kinästhetik Bulletin. Seit 1980 verfügte der Verein für Kinästhetik mit dem Kinästhetik Bulletin über eine Fachzeitschrift. In den insgesamt 16 Vereinsjahren erschienen 24 Bulletins. Nachdem Mitte der 1980er Jahre erfolgreich erste Kurse für Pflegende durchgeführt worden waren, entstand die Arbeitsgemeinschaft „Kinästhetik in der Pflege“, welche die Programmentwicklung und Trainerausbildung organisierte und durchführte.[14][15]
- 1990–2000: Entwicklung des Konzeptsystems. 1990 fand im Kinästhetik Bulletin Nr. 16 Sonderausgabe die erste Konzeptbeschreibung unter dem Titel Grundprinzipien der Kinästhetik statt. Diese Grundprinzipien wurden von 15 Vereinsmitgliedern des Vereins für Kinästhetik beschrieben. Damit war die Basis für das heute bekannte Konzeptsystem gelegt. 1992 folgte die erste Buchveröffentlichung.[16] 1994 wurde das Institut für Kinästhetik (IfK AG) gegründet.[14]
- 2000–2005: Erweiterung des Kinästhetik-Curriculums. Im European Institute for Human Development (EIHD) begann die systematische Aufbereitung und Beschreibung des intuitiv gewachsenen Kinästhetik-Bildungsangebotes und der methodisch-didaktischen Eigenheiten des Bewegungslernens. Aus dieser Arbeit entstand ein umfassendes Curriculum, welches den aktuellen Bildungsangeboten als Grundlage dient. Im Jahr 2005 waren im deutschsprachigen Raum 1000 Kinaesthetics-Trainer in den Bereichen Krankenpflege, Altenpflege und Kinder- und Jugendarbeit tätig.[14] Hatch und Maietta erhielten im Jahr 2005 „für die Entwicklung der Kinästhetik“ die nach der Kinderkrankenschwester Antonie Zerwer benannte Antonie Zerwer Ehrenmedaille.[17]
- Seit 2006: Entwicklung von neuen Angeboten. In den letzten Jahren sind insbesondere Programme für pflegende Angehörige, für Gesundheit am Arbeitsplatz und für ältere Menschen entstanden. Seit 2007 erscheint vierteljährlich eine Fachzeitschrift für Kinästhetik.[18] 2017 wurde für Schweizer Kinästhetik-Praxisbegleiter die Möglichkeit geschaffen, mittels staatlicher Berufsprüfung die Berufsbezeichnung „Spezialist/Spezialistin für angewandte Kinästhetik mit eidg. Fachausweis“[19] zu erwerben.[20]

Bei den Feierlichkeiten zum 40-jährigen Kinaesthetics-Jubiläum am 4. April 2014 in Berlin wurde das Lebenswerk der Begründer in Dankesreden gewürdigt. In ihrem Beitrag Kinaesthetics – What’s in the name? reflektierten Hatch und Maietta die Entwicklung der Kinästhetik seit ihren Anfängen und stellten das gleichnamige Taschenbuch vor, welches anlässlich des 40-jährigen Jubiläums erschien.
Lenny Maietta verstarb am 31. Januar 2018 in Santa Fe, USA im Kreise ihrer Familie. Sie war bis zuletzt voller Engagement und aktiv in Fort-, Weiter- und Ausbildungen, in Implementierungsprozessen oder Auszeichnungsprozessen beteiligt. Frank Hatch stellt weiterhin die Grundlagen aller MH-Kinaesthetics-Bildungsangebote zur Verfügung und betreut deren Weiterentwicklung.

## Vermittlung und Anwendung
In der Erwachsenen- und (beruflichen) Weiterbildung werden Kinästhetik-Kurse zu verschiedenen Themen angeboten. Patienten werden über die Bedeutung der eigenen Bewegung für den Gesundheitsprozess informiert (vgl. Gesundheitsförderung in der primären Gesundheitsversorgung und im Krankenhaus). Im Zuge der Durchführung der Aktivitäten des täglichen Lebens (ATL) erhalten die Patienten adäquate Bewegungs- und Lernangebote.

### Kinästhetik in der Gesundheits- und Krankenpflege
Die Kinästhetik findet seit Mitte der 1980er Jahre unter anderem in der Gesundheits- und Krankenpflege Anwendung, wo Patienten bei den Aktivitäten des täglichen Lebens Bewegungsunterstützung benötigen und Pflegende sowohl ihre Unterstützung als auch ihre körperliche Belastung adäquat zu dosieren versuchen. Die Art und Weise, wie Menschen ihre Alltagsbewegungen ausführen (vgl. Alltagsmotorik), hat längerfristig Auswirkungen auf ihre Gesundheitsentwicklung, insofern kommt Kinästhetik auch präventive Bedeutung zu. In vielen Krankenhäusern gehört Kinästhetik zum Fortbildungsangebot für Pflegekräfte.
Die Grundlagen, die den Pflegenden durch das Kinästhetik-Programm vermittelt werden, um das oben Genannte zu erreichen, sind folgende:
- Leben ist ein dauernder Veränderungs- und Anpassungsprozess. Alle Menschen regulieren diesen Prozess durch die eigene Bewegung in täglichen Aktivitäten. Die Art und Weise der Bewegung in diesen Aktivitäten beeinflusst alle Entwicklungsprozesse. Dieser Einfluss kann sowohl konstruktiv als auch destruktiv sein, kann sich also positiv oder negativ auf die Gesundheit des Menschen auswirken.
- Auch vitale, unbewusste Prozesse wie Atmung, Verdauung und Kreislauf sind an Bewegung gebunden und werden durch die Bewegung in den täglichen Aktivitäten reguliert. Das bedeutet, dass die Effizienz der inneren Prozesse direkt auf die Qualität der Bewegungen im täglichen Leben zurückzuführen ist.
- Menschen entwickeln die eigenen Bewegungsfähigkeiten, indem sie der Bewegung von anderen Menschen folgen.
- Pflegebedürftige Menschen benötigen Unterstützung, um ihr Körpergewicht gegenüber der Schwerkraft kontrollieren zu können. Hilfestellung soll ihre aktive Bewegungsfähigkeit fördern und den Kranken nicht zum passiven Objekt einer Pflegemaßnahme machen.:178 f.
- Die Hilfe der Pflegenden, vor allem die Art und Weise, wie sie die Bewegungen der Patienten unterstützen, kann den Lernprozess konstruktiv oder destruktiv beeinflussen.
- Das wichtigste Entwicklungsangebot für Patienten ist die kompetente Begleitung der Pflegenden. Je fähiger die betreuenden Personen sind, umso gezielter können sie die Gesundheits- und Lernprozesse der Patienten unterstützen.
- Die dafür nötige Bewegungskompetenz der pflegenden Personen ist nicht angeboren. Sie muss wie anderes Fachwissen gelernt werden.:257

Für pflegende Angehörige gibt es eigene Kinästhetik-Programme mit Grund- und Aufbaukursen sowie individuellen Schulungen in der Häuslichkeit, die am Pflegebedarf des Angehörigen orientiert sind. Die Kosten hierfür können von den Pflegekassen im Rahmen der Bestimmungen des § 45 SGB XI übernommen werden. Bei konkretem Bedarf kann man sich dazu bei den Pflegekassen beraten lassen.

### Infant Handlingund Frühförderung
Kinaesthetics Infant Handling richtet sich an Eltern und professionelle Betreuer von Frühgeborenen, Säuglingen und Kindern. Das Programm befasst sich mit der Frage der Unterstützung von Kindern in ihrer Entwicklung. Im Mittelpunkt stehen die Bewegungsaspekte der menschlichen Entwicklung:
Die Kinästhetik geht davon aus, dass Kinder ihre Bewegungsfähigkeiten, ihre Bewegungsmuster und ihr Körperbild nicht allein lernen, sondern dass die Art und Weise, wie sie von ihren Eltern oder professionellen Betreuern z. B. gewickelt, gefüttert, getragen werden, einen wesentlichen Einfluss auf dieses Lernen hat. Zudem sei die Qualität der Berührung und Bewegung in den ersten Lebensjahren eine wichtige Grundlage für die Entwicklung der kommunikativen Fähigkeiten eines Kindes. Erwachsene könnten durch Reflexion auch einfache Lösungsmöglichkeiten für alltägliche Situationen finden. So müsse beispielsweise ein Säugling nicht auf einem Wickeltisch liegen, wenn dies sowohl mit einem Unfallrisiko für das Kind als auch mit Verspannungen und Rückenschmerzen der Mutter einhergehe. Die Umgebung ließe sich auf einfache Weise dadurch anpassen, dass das Kind auf dem Boden gewickelt werde.:191, 194

„Kinder erlernen die Bewegung für spezifische Tätigkeiten in sogenannten Social Tracking Processes (‚soziale Nachfolge-Prozesse‘), indem sie allein und zusammen mit ihren Betreuern Alltagsaktivitäten durchführen. Die Bedeutung ist klar: Bei der Erarbeitung von Bewegungsfähigkeiten haben Erwachsene als Betreuer von Kindern aller Altersgruppen wichtige Aufgaben zu erfüllen. […] Von der Geburt bis zum Kindergartenalter ist das Hauptmedium des Austauschs zwischen Erwachsenen und Kindern die kontaktgeführte Bewegung. […] Erst dann können Kinder auf einer kognitiven Ebene die Bedeutung ihrer Bewegung verstehen.“

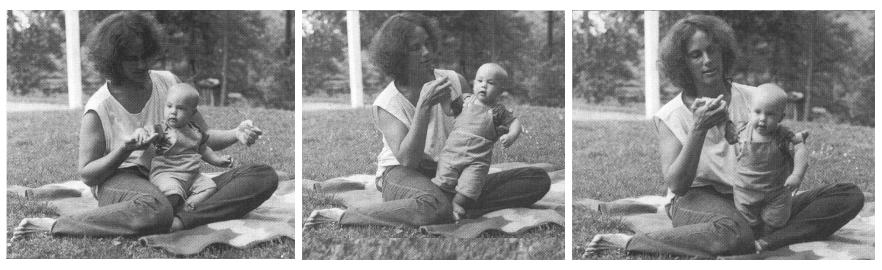
Lenny Maietta (1950–2018) – Kinaesthetics Infant Handling

In Kinaesthetics Infant Handling lernt man, sich mit Kindern so zu bewegen, dass die besonderen Eigenschaften der kindlichen Anatomie berücksichtigt werden. Durch die Sensibilisierung für die Interaktion durch Berührung und Bewegung lernen Eltern und Betreuer, die Kinder so zu unterstützen, dass diese mit ihrer Reaktion am Geschehen beteiligt sind und sie die Aktivitäten mit ihrer Bewegungswahrnehmung nachvollziehen können. So erlangen Kinder die Fähigkeit, ihre eigene Bewegung gesundheitsfördernd zu gestalten.

### Kreatives Lernen
Dieses Programm richtet sich an alle Menschen, die Lust haben, ihre Bewegung und ihre Bewegungsmuster kennenzulernen und ihre eigenen Bewegungsmöglichkeiten zu entdecken und zu erweitern. Das Ziel des Programmes ist eine bewusstere und kreativere Lebensgestaltung, frei nach dem Motto „Jedes Tun ist Erkennen, und jedes Erkennen ist Tun.“

### Alltagsbewegung in jedem Alter
Bewegungslernen ist ein Leben lang möglich. Mit Programmen wie Kinaesthetics 50+, Lebensqualität im Alter oder Alltagsbewegung in jedem Alter (AbiA) wird dem Konzept des lebenslangen Lernens (life-span development) Rechnung getragen – betagte oder physisch beeinträchtigte Personen erhalten Hilfe zur Selbsthilfe, um trotz Abnutzungserscheinungen oder chronischer Erkrankungen ihre Alltagsbewegungen ihren Bedürfnissen und Möglichkeiten entsprechend zu gestalten.

### Gesundheitsförderung am Arbeitsplatz
Kinästhetik-Programme richten sich mittlerweile auch an berufstätige Menschen außerhalb der Pflege- und Sozialberufe. Neben Gesundheit am Arbeitsplatz und Kursen für ältere Mitarbeiter aller Berufsgruppen werden Schulungen für Bewegung im Büro oder Hauswirtschaft und Reinigung angeboten. Kurse zum Thema Führen und Bewegen sollen Kinästhetik für die Management-Ebene nutzbar machen.

## Das Kinästhetik-Konzeptsystem
| Kinästhetik‑KONZEPTSYSTEM |
| --- |
| - Konzept INTERAKTION – Unterthemen: - Sinne - Zeit, Raum und Anstrengung - Interaktionsformen                                            |
| - Konzept ANATOMIE – Unterthemen: - Knochen und Muskeln - Massen und Zwischenräume - Haltungs- u. Transportbewegungsebenen - Orientierung |
| - Konzept MENSCHLICHE BEWEGUNG – Unterthemen: - Haltungs und Transportbewegung - Spiralige und parallele Bewegungsmuster                  |
| - Konzept ANSTRENGUNG - Zug und Druck |
| - Konzept MENSCHLICHE FUNKTION – Unterthemen: - Positionen und Grundpositionen - Bewegung am Ort - Fortbewegung                           |
| - Konzept UMGEBUNG: - Umgebung |

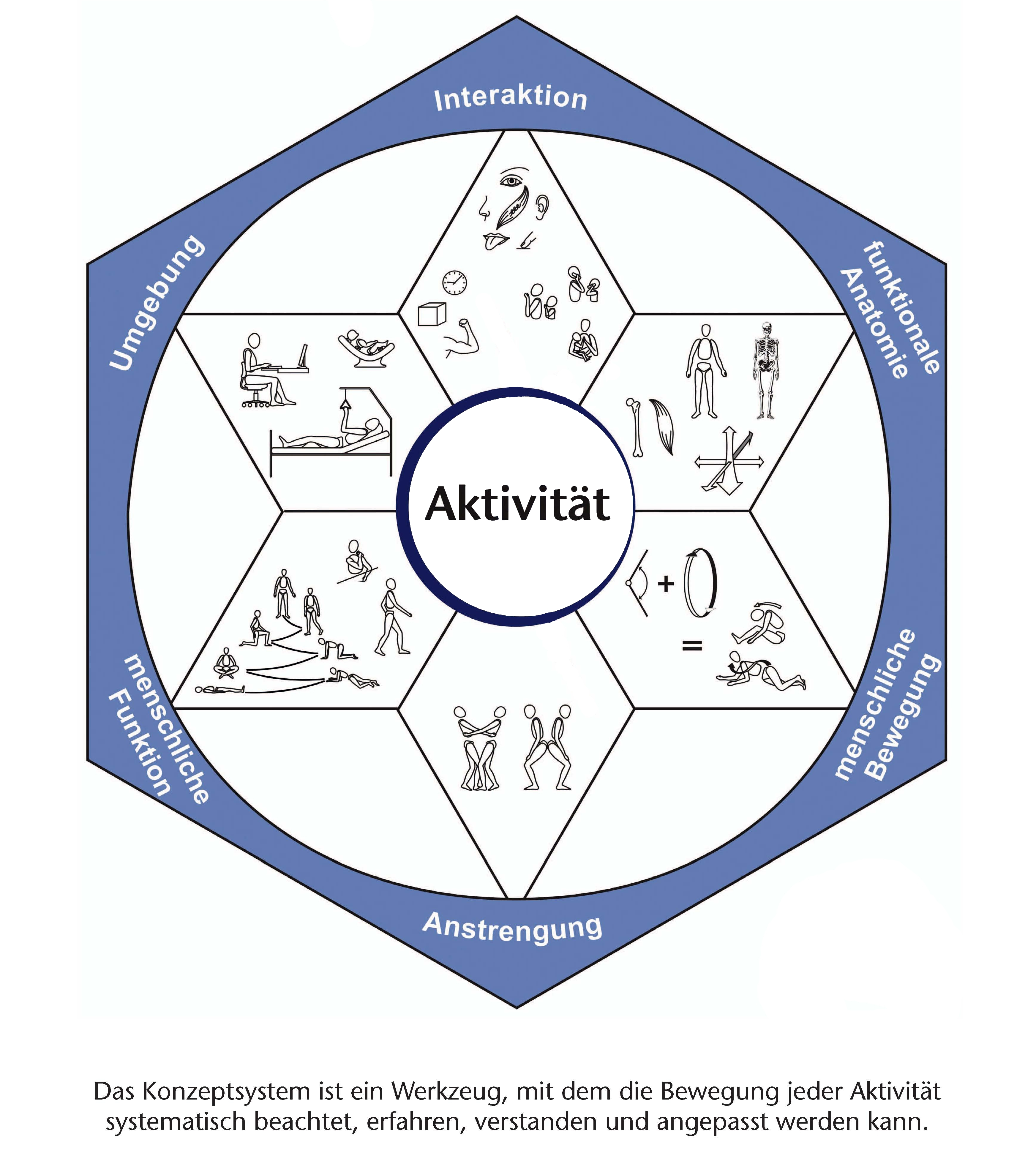

Das Kinästhetik-Konzeptsystem Die Kinästhetik-Konzepte sind seit ihrer Erstbeschreibung (in: Verein für Kinästhetik (Hrsg.): Grundprinzipien. Kinästhetik – Bulletin. Nr. 16, 1990, S. 12–34.) weitgehend unverändert in Verwendung, obwohl immer wieder einzelne Aspekte leichten Anpassungen und Veränderungen unterlagen und unterliegen. stellt ein Werkzeug dar, um die alltäglichen Aktivitäten aus einer Erfahrungsperspektive zu beobachten und zu beschreiben. „Mit Hilfe von 6 Themenbereichen werden Grundlagen physiologischer Bewegung sowie Prozesse menschlicher Bewegungsbeziehung gelehrt. Zur Analyse von Bewegungshandlungen werden die Lernbereiche einzeln beschrieben. Bei der eigentlichen Bewegung sind alle Bereiche eng miteinander vernetzt. […] Die 6 Lernbereiche zu verstehen und anzuwenden unterstützt das Erkennen von Bewegungsressourcen der Patienten, die Eigenwahrnehmung in der Bewegung, die wirksame Gestaltung von Bewegungsaktivitäten bei der Mobilisation sowie die Selbstkontrolle der an der Bewegungshandlung beteiligten Personen“:468:
1. Das Konzept Interaktion bietet Blickpunkte, um die Grunderfahrungen der Interaktion sowohl zwischen einzelnen Teilen des Körpers als auch zwischen Menschen zu beobachten. „Handelnde Menschen sind über ihre Sinnessysteme zu Informationsaustausch befähigt. Alle Sinne nehmen Veränderungen durch Reizunterschiede wahr. […] Körperbezogene Pflegehandlungen nutzen primär den taktil-kinästhetischen Sinn. Er stellt für das Bewegungslernen des Patienten das wichtigste Sinnessystem dar, da dieses auf direktem Wege Informationen über die Bewegungsmöglichkeiten, den Bewegungspartner und die Umgebung vermittelt. […] Je größer die Eigenbeteiligung der Bewegungspartner, umso leichter können die beteiligten Personen lernen. […] Die jeweils gewählte Form der Interaktion soll das Ziel der selbstgesteuerten Bewegung verfolgen.“[35]:469 Untergliedert ist das Konzept in die Themen Sinne / Bewegungselemente / Interaktionsformen.
2. Das Konzept Funktionale Anatomie stellt erfahrbare Aspekte (z. B. harte Strukturen, weiche Strukturen) des menschlichen Körperbaus dar, um das notwendige Zusammenspiel unterschiedlicher Eigenschaften und Teile des Körpers deutlich zu machen, welches im Umgang mit Gewicht gegenüber der Schwerkraft notwendig sind. Die Unterthemen des Konzeptes heißen Knochen und Muskeln / Massen und Zwischenräume / Haltungs- und Transportbewegungsebenen / Orientierung.
3. Im Konzept Menschliche Bewegung werden die erfahrbaren Möglichkeiten menschlicher Bewegung im Hinblick auf stabile und instabile Aspekte beschrieben. Hieraus ergeben sich Blickpunkte, um bei verschiedenen Aktivitäten Bewegungsmuster zu beschreiben. „Der Aufbau von gelenkigen Verbindungen des menschlichen Skelettes vollzieht sich in einem steten Muster von wechselnden Bewegungsrichtungen. Einem Gelenk zur Ausführung von Beuge- und Streckbewegung folgt eines, das Beuge-, Streck- und Drehbewegungen gestattet. Dieses Muster sichert einerseits Stabilität in der Bewegung, andererseits eröffnet es vielfältige Bewegungsmöglichkeiten. Eine stabile Haltungsbewegung hält die Beziehung der Körperteile zueinander aufrecht. Drehende Transportbewegung verändert die Körperteile in viele Richtungen.“[35]:469 Die Unterthemen gliedern sich auf in Haltungs- und Transportbewegung / Parallele und spiralige Bewegungsmuster.
4. Das Konzept Anstrengung fokussiert auf das komplexe Zusammenspiel der Anstrengungsformen Ziehen und Drücken im menschlichen Körper, um ein angepasstes Spannungsmuster für die jeweilige Aktivität aufzubauen. „Ist die aufgebrachte Anstrengung gering, nimmt die Sensibilität für wahrnehmbare Veränderungen zu. Je nach Fähigkeit der beteiligten Personen entsteht so ein wirkungsvoller Austausch, bei dem sich die Partner jeweils an den Bewegungsmöglichkeiten des anderen orientieren.“[35]:470
5. Das Konzept Menschliche Funktion stellt ein Ordnungssystem dar, um menschliche Aktivitäten zu verstehen und zu klassifizieren. Die Grundmuster der einzelnen Aktivitäten werden anhand der ersten vier Konzepte beschrieben. „Bei erfolgreicher Bewegungskontrolle werden die beiden Bewegungsarten von Haltungs- und Transportbewegung durch koordinierten Zug und Druck miteinander verbunden. So entstehen absichtsvolle und zielgerichtete Tätigkeiten. Diese Funktionen werden in einfache Funktionen und komplexe Funktionen untergliedert.“[35]:471
6. Im Konzept Umgebung wird die Beziehung zwischen menschlichen Aktivitäten und der physischen Umgebung beschrieben. Menschen können sich selbst der Umgebung anpassen oder die Umgebung aktiv verändern, um die Aktivitäten produktiver zu gestalten. „Die Pflegeperson kann sich als sog. bewegte Umgebung bei Transfersituationen einbringen, um so Lernprozesse selbstgesteuerter Bewegung in Gang zu setzen“.[35]:472

## Wirksamkeit
Im Abschlussbericht des Deutschen Netzwerkes für Qualitätsentwicklung in der Pflege zum Expertenstandard Erhaltung und Förderung der Mobilität in der Pflege vom 13. Juni 2014 wird festgehalten:

„Kinästhetik ist ein Bewegungskonzept, das in der Langzeitpflege in Deutschland zur Bewegungsunterstützung von Patienten zunehmend Verwendung findet. […] Im Rahmen der Literaturanalyse konnten allerdings keine systematischen Übersichtsarbeiten oder Primärstudien identifiziert werden, die den zuvor definierten Einschlusskriterien entsprachen. […] Eine Beurteilung der Wirksamkeit von Kinästhetik bei der Mobilitätsförderung oder dem Mobilitätserhalt in der ambulanten und stationären Langzeitpflege kann daher gegenwärtig nicht getroffen werden.“

Trotz unzureichender Studienlage entschloss sich die für den Expertenstandard Dekubitusprophylaxe in der Pflege verantwortliche Expertenkommission die Kinästhetik als haut- und gewebeschonende Bewegungs-, Lagerungs- & Transfertechnik, die Pflegefachkräfte theoretisch erlernen und praktisch üben sollten, zu empfehlen.:20 Auch für die muskuloskelettale Entlastung von Pflegenden kann aufgrund des Mangels an evidenzbasierter Forschungsliteratur bislang nur eine schwache Empfehlung bezüglich der gesundheitsförderlichen Wirkung der Kinästhetik abgegeben werden.
Um die Wirksamkeit der Kinästhetik beurteilen zu können, benötigt die evidenzbasierte Pflege valide Methoden. Vor allem in Hinblick auf Positionierung, Mobilisation, Mobilitätserhalt und -förderung, Genesungsprozesse und Gesundheitsentwicklung sollen die Effekte von Bewegungskompetenz messbar bzw. ihr Beitrag für die Primär-, Sekundär-, Tertiär- und Quartiärprävention darstellbar sein. Die Entwicklung und Erprobung solcher Evaluierungsinstrumente stellt aufgrund der fortschreitenden Etablierung der Kinästhetik im Kontext der professionellen Gesundheits- und Krankenpflege eine pflegewissenschaftliche Notwendigkeit und Herausforderung dar. Kooperationen mit universitären Einrichtungen sind daher mit dem Vorhaben, evidenzbasierte Wirkungsbelege für die Kinästhetik zu entwickeln, befasst. Für den Nachweis bewegungsbezogener Lernprozesse spielen dabei neurowissenschaftliche Methoden und Modelle eine wachsende Rolle: „Das Wissen der Neurobiologie ist gleichermaßen geeignet Kinaesthetics zu beschreiben, als auch die Annahmen der Verhaltenskybernetik zu überprüfen.“

„Mobilitätseinschränkungen beeinflussen Menschen in ihren physischen, psychischen und sozialen Aspekten des Lebens. Pflegepersonen benötigen Kompetenzen um diese Menschen so zu pflegen, dass deren Mobilität gefördert wird und keine negativen Konsequenzen entstehen. Kinästhetik ist ein Ansatz der diese Aspekte berücksichtigt. Es ist jedoch unklar, wie Kompetenz in Kinästhetik definiert ist. Es fehlen passende Instrumente um diese Kompetenz zu erfassen und es existieren keine Daten zu Kompetenzlevel in der Pflege.“

Mit dem Ziel „die Fähigkeiten und den weiteren Schulungsbedarf von Pflegenden festzustellen“ ist man daher bestrebt, Beobachtungsinstrumente zu entwickeln, „um die Interaktions-, Bewegungs- und Handlungskompetenz der Pflegenden im Sinne der Kinaesthetics zu messen“. Zwei von Heidrun Gattinger im Rahmen ihrer PhD Thesis entwickelte Assessment-Instrumente wurden 2017 vorgelegt: das Kinästhetik Kompetenz Beobachtungsinstrument (KCO, Score von 4-16) und das Kinästhetik Kompetenz Selbsteinschätzungsinstrument (KSCE, Score von 4-16).

## Erkenntnistheorie und Bezugswissenschaften
Seine Überlegungen zur Bewegungsempfindung brachte der spanische Arzt Antonio Alonso Cortés 1866 u. a. in einer Paraphrase auf René Descartes:101 berühmtes „cogito ergo sum“ zum Ausdruck:

„moveo, ergo sum [ich bewege mich, also bin ich]“

In der Kinästhetik spielt diese Aussage insofern eine Rolle:16-18, da sie die Bedeutung der eigenen Bewegung für Wahrnehmung und Selbstwahrnehmung zum Ausdruck bringt. Lenny Maietta und Frank Hatch äußern sich im Abschnitt 3.5.3.1 „‚Moveo, ergo sum‘ versus ‚Cogito, ergo sum‘“ ihres Buches über Infant Handling etwas ausführlicher:

„Das Leitbild […] basiert auf dem Verständnis ‚Ich bewege mich, also bin ich‘. Wir unterstützen Menschen dabei, die verschiedenen Aspekte ihres Lebens von innen, durch die eigene Bewegung, bewusst zu gestalten, anzupassen und eine Bewegungskompetenz zu erarbeiten, damit sie ihr Leben, ihr Lernen, ihre Gesundheit und ihre Produktivität lebenslang positiv beeinflussen.“

Die Psychophysik – ein Teilgebiet der experimentellen Psychologie – etablierte sich um 1860 in Deutschland. Von Gustav Theodor Fechner begründet, und auf den Vorarbeiten des Physiologen und Anatomen Ernst Heinrich Weber aufbauend, werden in der Psychophysik die gesetzmäßigen Wechselbeziehungen zwischen subjektivem psychischen (mentalen) Erleben und quantitativ messbaren, also objektiven physikalischen Reizen als den auslösenden Prozessen untersucht. 1834 hatte Weber neben anderen Sinnesmodalitäten auch einen sensus musculorum, einen Muskelsinn beschrieben und untersucht, mit welcher Genauigkeit Probanden beim Heben Gewichtsunterschiede wahrnehmen. In späteren Publikationen ging er jedoch zur Bezeichnung Kraftsinn über. Webers und Fechners Untersuchungen zur Wahrnehmung von Gewicht sind für die Kinästhetik insofern von Bedeutung, als sie u. a. geeignet sind, einen Zusammenhang zwischen steigender Körperspannung und Abnahme der Sensitivität für Belastungen empirisch zu belegen.
„Das kinästhetische Sinnessystem hat jedoch in der Psychologie bei weitem nicht die Aufmerksamkeit wie z. B. das visuelle Sinnessystem erlangt und ist nicht annähernd so gut untersucht. Die mangelnde Attraktivität als Forschungsgegenstand ist aber nicht begründbar. Erst mit der Fähigkeit zur Bewegung und der Umsetzung ziel- und zweckgerichteter Handlungen erlangt die Wahrnehmung der Außenwelt eine Bedeutung für den Organismus. Eine Voraussetzung zum Erlernen und erfolgreichen Ausführen dieser Bewegungen ist die Wahrnehmung der eigenen Gliedmaßenbewegungen. Die kinästhetische Wahrnehmbarkeit der eigenen Gliedmaßenbewegung […] wird auf psychophysischer Seite bis heute jedoch kaum beachtet, weit unterschätzt, oder in Frage gestellt.“

„Das Gemeingefühl der Muskeln, mittels dessen wir den Grad der Anstrengung empfinden, welcher erforderlich ist, um den uns geleisteten Widerstand zu überwinden, ist so fein, daß es uns Dienste leistet wie ein Sinn, den wir den Kraftsinn nennen könnten.“

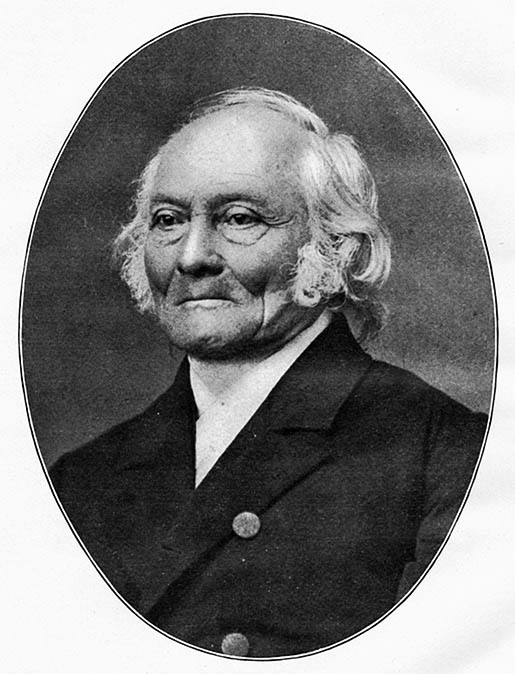
Ernst Heinrich Weber
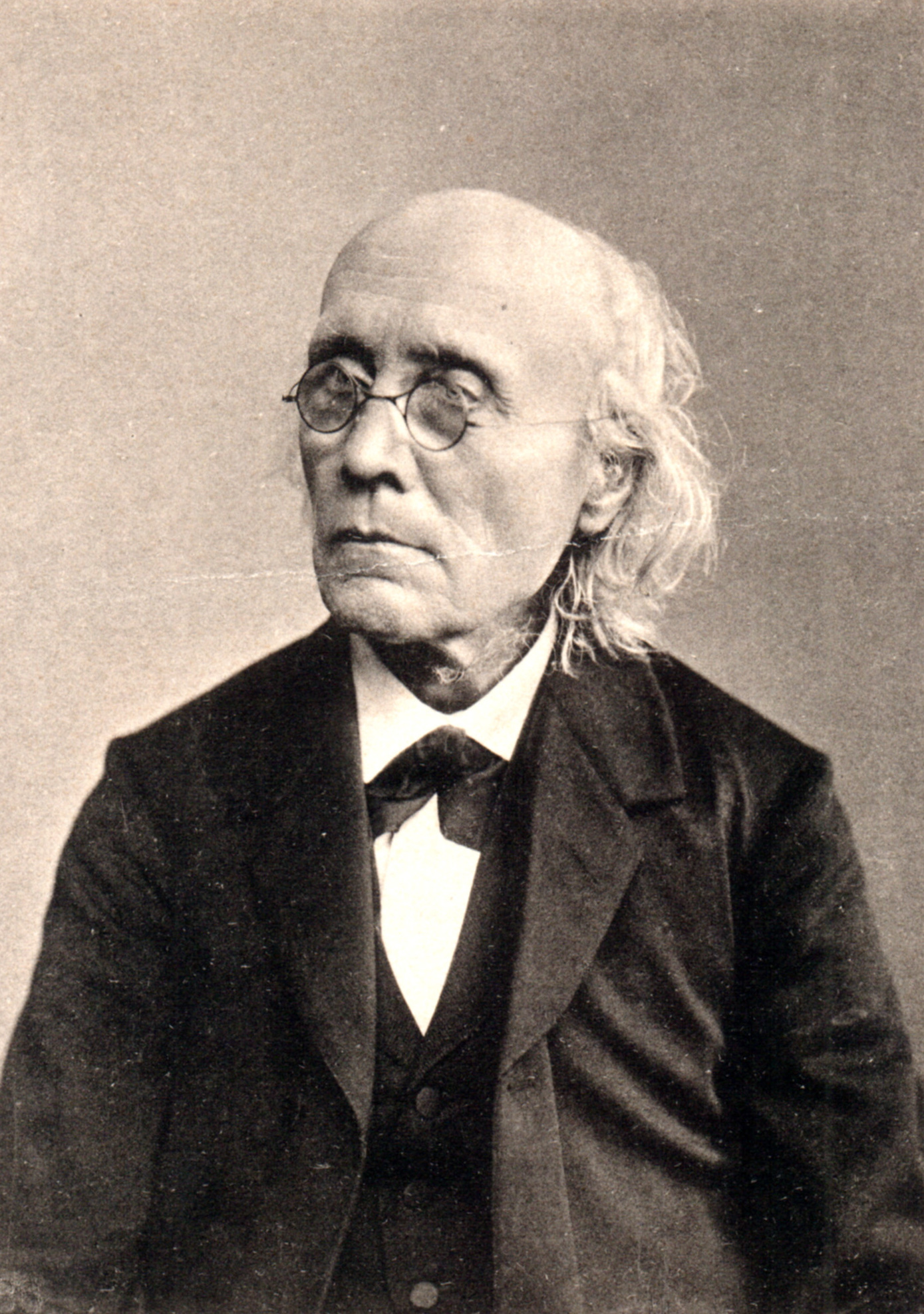
Gustav Theodor Fechner
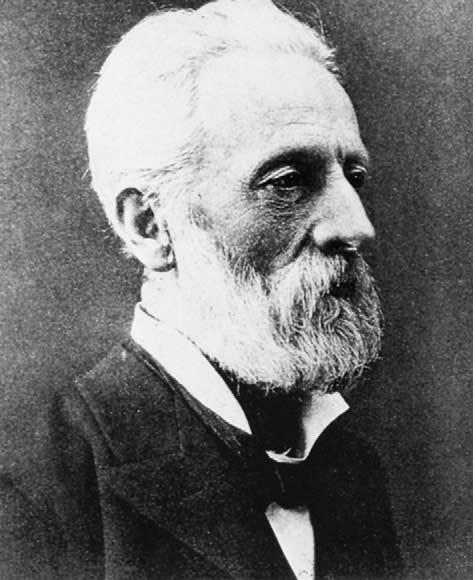
Henry Charlton Bastian
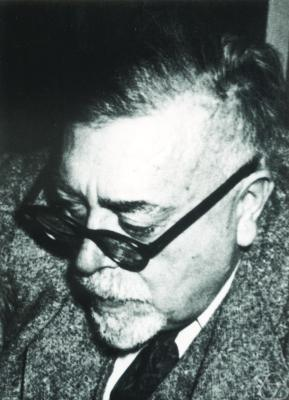
Norbert Wiener

Die Vertreter der Kinästhetik betonen die Bedeutung Norbert Wieners Feedback-Kontroll-Theorie „besagt, dass die durch Bewegung ausgelösten Reaktionen von agierenden Organismen immer wieder genutzt werden, um neue Bewegungen in einem fortdauernden und sich ständig wiederholenden Prozess eines sensorisch-motorischen Austauschs zu initiieren. […] Diese Verhaltenstheorie betrachtet alle lebenden Systeme als Bewegungssysteme. Sie kommunizieren und lernen durch Folgen und Anpassen an die Bewegungen anderer lebender Systeme in ihrer Umgebung. Diese neue Vorstellung ermöglicht es, die Natur der lebenden Systeme sowie ihre gesunde Entwicklung aus einem ganz anderen Blickwinkel zu betrachten. Hierdurch kann auch ein solider Grundstein für einen Ansatz der Gesundheitsentwicklung innerhalb der Gesundheitspflege gelegt werden“ von Norbert Wieners Feedback-Kontroll-Theorie:53-55 für die konzeptuelle Entwicklung der Kinästhetik.:25

„Lernen ist seinem Wesen nach eine Form von Rückkopplung, bei der das Verhaltensschema durch die vorangegangene Erfahrung abgewandelt wird. […] In seiner einfachsten Form bedeutet das Rückkopplungsprinzip, daß das Verhalten auf sein Ergebnis hin geprüft wird und daß der Erfolg oder Mißerfolg dieses Ergebnisses das zukünftige Verhalten beeinflußt.“

Der Psychologe Karl Ulrich Smith, der auch Betreuer der Dissertationen von Hatch und Maietta gewesen war, stand einem psychologischen Forschungslabor vor, dem in den frühen 1960er Jahren gegründeten Behavioral Cybernetics Laboratory der Universität von Madison (Wisconsin). Karl U. Smith ist Begründer und Hauptvertreter der Verhaltenskybernetik – eines Spezialgebietes der experimentellen Psychologie.:53 Die Grundlagenforschung seines Institutes stellt nach Angaben der Kinästhetik-Begründer:202 ff. eine maßgebliche wissenschaftlichen Quelle für die Entwicklung der Kinästhetik dar.:33

„Die Wissenschaft der Verhaltenskybernetik hat das Thema ‚Erlernen von Bewegung‘ […] breit erforscht. Zwischen 1945 und 1980 widmete sich Professor K. U. Smith an der University of Madison, Wisconin, diesem Thema. Er hat die Beziehung zwischen Bewegung und der Aufnahme von Sinnesreizen, zwischen der eigenen Bewegung und selbstkontrolliertem Lernen sowie zwischen der eigenen Bewegung und der Regulierung vitaler Prozesse erforscht. Seine Ergebnisse zeigen, dass die eigene Bewegung eine zentrale Rolle beim Lernen und für die Gesundheit auf allen Ebenen spielt.“

In Bezug auf das Verständnis des Menschen als eines informationsverarbeitenden Systems war das Paradigma der Rationalisten in der westlichen Welt lange Zeit vorherrschend gewesen. Seit Mitte des 20. Jahrhunderts wurden Reiz-Reaktions-Modelle, wie sie beispielsweise der klassische Behaviorismus
vertrat, allmählich von den zirkulären Erklärungsmodellen (Kreiskausalität) der Kybernetik (vgl. Homöostase, Biofeedback, Rückkopplung) und des radikalen Konstruktivismus (vgl. Autopoiesis) abgelöst, und durch ein systemtheoretisches Verständnis des Menschen als eines operational geschlossenen nicht-trivialen Systems ersetzt.:17 ff. „Seit 1945 haben Wissenschaftler, die sich mit der Kybernetik beschäftigten, die motorisch-sensorischen Rahmenbedingungen des menschlichen Verhaltens […] untersucht. Die Ergebnisse dieser Forschungen liegen den Kinästhetik-Programmen zugrunde. Sie stellen das Fundament für ein Pflegeprogramm dar, in dem auf der einen Seite eine effektive Ergonomie und auf der anderen Seite Handling- und Bewegungsfähigkeiten für professionell Pflegende konzipiert wurden, die sowohl ihre eigene Gesundheit als auch die ihrer Patienten unterstützen sollen.“

„In einer kritischen Analyse des damaligen en vogue Begriffs von Verhalten, der sich ausschließlich mit der Beziehung eines ‚Outputs‘ zu einem ‚Input‘ beschäftigte, bemerkten sie, dass diese enge Definition den handelnden Organismus, seine spezifische Struktur und seine innere Organisation, die eben diese Beziehung erwirkt, völlig ignoriert.“

Ludwig von Bertalanffy veröffentlichte 1968 eine Allgemeine Systemtheorie, die versucht, auf der Grundlage des methodischen Holismus gemeinsame Gesetzmäßigkeiten in physikalischen, biologischen und sozialen Systemen zu finden und zu formalisieren.:20 Prinzipien, die in einer Klasse von Systemen gefunden werden, sollen auch auf andere Systeme anwendbar sein. Diese Prinzipien sind zum Beispiel: Komplexität, Gleichgewicht, Rückkopplung und Selbstorganisation. 1985 publizierte Heinz von Foerster:67:18 f. eine kybernetische Erkenntnistheorie, d. h. eine Theorie des Wissenserwerbs auf der Grundlage der Kybernetik.

„Kinästhetik ist angewandte Kybernetik.“

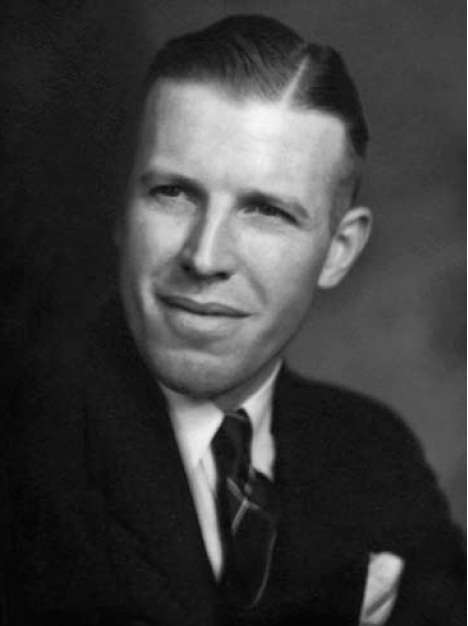
Karl Ulrich Smith
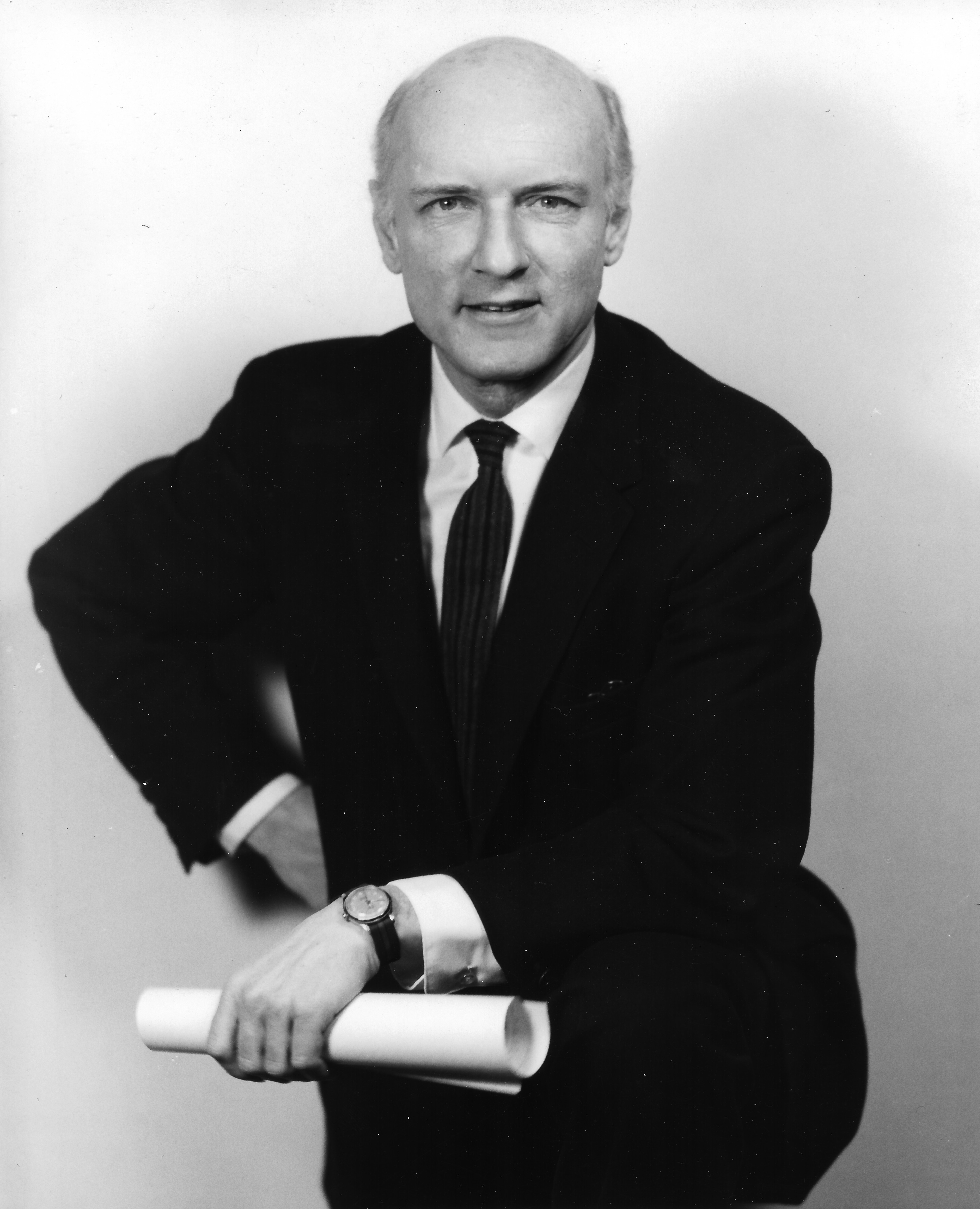
Heinz von Foerster
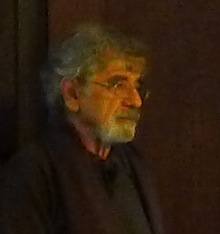
Humberto Maturana
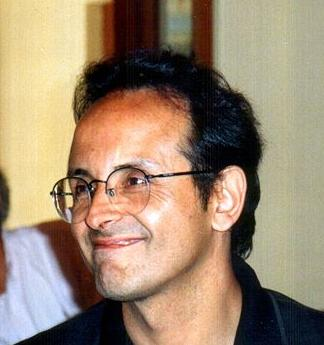
Francisco Varela

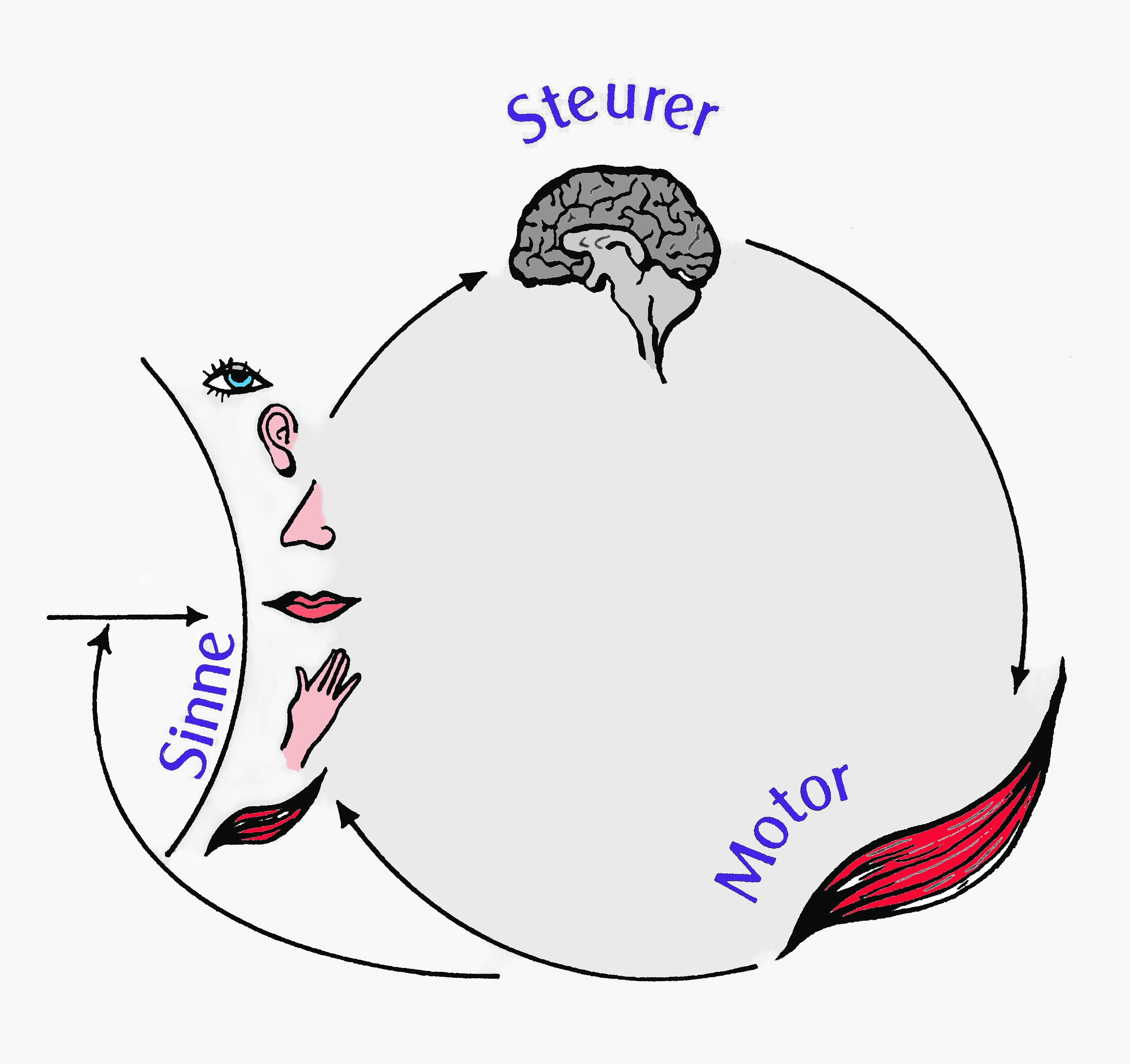
Verhaltenskybernetik: Feedback-Kontrolle

Das kybernetische Verständnis lebender Systeme stieß in den unterschiedlichsten wissenschaftlichen Bereichen auf Resonanz. Neben der Verhaltenskybernetik und der Kinästhetik fand es u. a. in der Lern- und Kommunikationstheorie Gregory Batesons,:209:36 f. der soziologischen Systemtheorie Niklas Luhmanns,:37 im Bereich Human Factors:65:17, der sich mit der sicheren und menschengerechten beziehungsweise gesundheitsgerechten Gestaltung von Produkten, Arbeitsmitteln und Arbeitssystemen befasst, sowie in der Neurobiologie durch Humberto Maturana:19 und Francisco Varela:67 eine spezifische Ausformung.:25

„Was immer wir in irgendeinem Bereich tun, sei es etwas Konkretes wie das Gehen oder etwas Abstraktes wie philosophische Reflexion, bezieht unseren gesamten Körper mit ein. Jedes Tun vollzieht sich nämlich durch unsere strukturelle Dynamik und durch unsere strukturellen Interaktionen. Alles, was wir tun, ist ein struktureller Tanz in der Choreographie der Koexistenz.“

Der Selbststeuerung wird als adäquate Subjektaktivität zur Steuerung lebenslanger Lernprozesse wachsende Bedeutung zugeschrieben. Dabei wird in der Regel die Bedeutung aktiver Bewegung für Wahrnehmungsprozesse betont (siehe Eigenbewegung). Erkennen bedeutet laut Niklas Luhmann unterscheiden und bezeichnen: durch den rekursiven Vorgang des Operierens wird die Differenz von System und Umwelt stets im operierenden System selbst erzeugt. Alles Wahrnehmbare ist Eigenleistung (= Konstruktion) des operierenden Systems. Dieses ‘Anerkennen’ der operationalen Autonomie ist ein Angelpunkt der Kinästhetik.:27 f.
Die Strukturelle Kopplung von Bewegungssystemen durch Körperkontakt ermöglicht demgemäß – beispielsweise beim gemeinsamen Bewegen zwischen Patient und Pflegeperson – unmittelbaren, kontinuierlichen und wechselseitigen Austausch von Bewegungsinformationen zwischen den Bewegungspartnern:
- Das Wahrnehmen von Abweichungen im Spannungsaufbau: Erhöhter Muskeltonus wird z. B. als Widerstand wahrgenommen. Die Ursachen können physisch (funktionelle Einschränkungen, Steifigkeit, neuromuskuläre Störungen) und/oder psychisch (Angst vor Sturz, Schmerz, Überforderung) sein – die Pflegeperson passt die Bewegungsunterstützung entsprechend an
- Bewegungslernen: Umgekehrt ist für Patienten das gleichzeitig-gemeinsame Bewegen mit der Pflegeperson (hinsichtlich Gewichtsverlagerung, Spannungsaufbau und Koordination) eine Informationsquelle, die helfen kann Bewegungsabläufe zu verbessern.

Die entsprechende Sensibilisierung für diesen Umstand ermöglicht es beispielsweise Pflegenden bei Patienten auch minimale Ressourcen „aufzuspüren“ und ein gemeinsames Tun zu gestalten, in dem der Patient diese Ressourcen einbringen, und sich als selbstwirksam erleben kann. „Die Kinästhetik in den Pflegeprogrammen ist nicht immer als Beitrag zur Förderung der Gesundheitsentwicklung von Patienten wie auch vom Gesundheitspersonal verstanden und berücksichtigt worden. Als die Kinästhetik-Kurse Mitte der 80er Jahre erstmals für die berufsbegleitende Fortbildung der Pflegenden in der Schweiz und in Deutschland angepasst wurden, schien das Hauptinteresse lediglich der erhofften Wirkung zu gelten, welche dieser Kurse für die Reduzierung von arbeitsbedingten Rückenverletzungen bei Pflegenden beitragen würden. […] Diese nur auf die Aspekte der Vorbeugung gegen Verletzungen konzentrierte Aufmerksamkeit in den Pflegekursen für Kinästhetik war für uns eine Überraschung. Wir hatten zwar von Anfang an beabsichtigt, auch solche praktischen Fähigkeiten zu unterrichten, die aus unserer Sicht Verletzungen bei Pflegenden verhindern können. Doch eigentlich bestand unsere primäre Absicht darin, ein Programm vorzustellen, das einen Beitrag zu den Fähigkeiten der Patienten zur Gesundheitsentwicklung leistet. Es hat schon etwas länger gedauert, bis die Kinästhetik-Programme als effektive Möglichkeit anerkannt wurden, Patienten bei der Entwicklung ihrer Gesundheit eine Hilfestellung zu bieten.“

„Information über die Welt wird in einem Organismus durch seine Interaktionen mit der Welt erzeugt.“

In der Bewegungs- und Sportwissenschaft wird dem sog. kinästhetischen Analysator Unter Analysatoren versteht man in der Sport- und Bewegungswissenschaft jene Teilsysteme der Sensorik, die Informationen auf der Grundlage von Signalen […] empfangen, umcodieren, weiterleiten und aufbereitend verarbeiten. aufgrund seiner besonders hohen Leitungsgeschwindigkeit, Übertragungskapazität und des hohen Differenzierungsvermögen besondere Bedeutung für sensorische Information und Rückinformation zugesprochen.